# 命の更新
「命の更新」（いのちのこうしん）は、tacicaの5枚目のシングル。2011年3月16日にSME Recordsから発売された。

## 概要
前作「神様の椅子e.p.」より約11ヶ月ぶりのシングル。
急病で療養していたドラムの坂井俊彦が今作で復帰。
シングルの発売に並行して2011年3月19日にZepp Tokyoにて復帰単独公演が開かれる予定だったが、東日本大震災の影響で中止となった。初回限定盤はスペシャルピクチャレーベル仕様となっている。

## 収録曲
1. 命の更新 [4:47]
2. 贅沢な蝋燭 [3:19]